# Max Hirsch (médecin)
Pour les articles homonymes, voir Hirsch.
Max Hirsch, né le 3 janvier 1877 à Berlin (Allemagne) et mort le 20 mai 1948 à Birmingham (Royaume-Uni) est un gynécologue-obstétricien allemand.

## Carrière
Après des études de médecine à Berlin, Max Hirsch est diplômé en 1900. En 1901, il est médecin généraliste. Puis il se spécialise en chirurgie, gynécologie et en obstétrique. Il exerce à Berlin-Schöneberg, et s'occupe essentiellement d'une clientèle aisée.
Durant la Première Guerre mondiale, Max Hirsch travaille de 1914 à 1918 comme chirurgien principal dans des hôpitaux de campagne sur le front de l'Est.
En 1919 il est nommé membre du Conseil de Santé de l'État prussien. En 1921, il devient copropriétaire du Sanatorium de Wittenberg.
En 1923 il est nommé président de la Société médicale pour la Sexologie et la Recherche Constitutionnelle. En 1928 il devient membre du Comité du Reich pour les questions de population.

## Éditeur
En 1914, Max Hirsch fonde la revue Archiv für Frauenkunde und Eugenetik, Sexualbiologie und Vererbungslehre, dont le but est de stimuler et promouvoir l'étude des femmes dans tous les domaines de la connaissance : médecine, biologie et hygiène ; physiologie et pathologie ; embryologie ; hérédité, généalogie, psychologie, psychiatrie, criminalistique et médecine légale ; administration, législation, jurisprudence, sciences de l'assurance ; anthropologie, ethnologie et préhistoire ; sexologie ; sciences sociales et statistiques ; philosophie, histoire culturelle, pédagogie, histoire de l'art et de la littérature.
En 1912 et 1913, Max Hirsch a contacté de nombreux médecins, philosophes, avocats, physiciens, écrivains, théologiens, mais aussi militants des droits des femmes et les invita à travailler sur ce nouveau journal. Il a obtenu de nombreuses réponses positives, ce n'est que dans le domaine médical universitaire qu'il a rencontré une certaine méfiance.
Dans sa préface Max Hirsch indique que le « contraste entre les sexes, l'ébranlement de la relation entre l'homme et la femme est le plus significatif que le siècle passé ait créé. »
La revue est publiée jusqu'en 1933, date à laquelle le régime nazi interdit aux médecins juifs de publier.

## Régime nazi (1933-1945)
Issu d'une famille de confession juive, Max Hirsch perd son droit d'exercer la médecine, doit cesser toute activité d'édition et quitter son poste de directeur du sanatorium. Il est arrêté par la Gestapo en 1938 et est libéré après promesse d'émigrer. Il parvient à trouver refuge en Angleterre en 1939 et y exerce jusqu'à sa retraite, en 1946.